# Black Metal ist Krieg
Black Metal ist Krieg (в переводе с нем. — «Блэк-метал — это война») — второй полноформатный альбом немецкой группы Nargaroth, выпущенный в 2001 году лейблом No Colours Records. Альбом был также издан в формате A5 Digibook тиражом в 1000 подписанных вручную экземпляров. В 2004 году был издан двойной LP релиза тиражом в 500 экземпляров. На обложке альбома изображён Rene Wagner, более известный под псевдонимом Kanwulf — идеолог, гитарист, басист и вокалист проекта.

## Память
Альбом посвящён памяти некоторых деятелей блэк-метал сцены, а также всей идеологически настроенной сцене 90-х.
Альбом включает в себя четыре кавер-версии следующих исполнителей: композиция под номером 3 — кавер-версия композиции группы Azhubham Haani, 5 — Lord Foul, 7 — Root и 10 — Moonblood. Композиция «The Day Burzum Killed Mayhem» посвящена событиям 1993 года — в ночь на 11 августа произошло убийство Евронимуса Варгом Викернесом. Песня начинается с подлинного аудиофрагмента из выпуска новостей на норвежском языке, в котором речь идёт об этих событиях.
Композиция Erik, May You Rape The Angels посвящена барабанщику Эрику Брёдрешифту, покончившему жизнь самоубийством передозировкой наркотиков. В начале композиции «I Burn for You» вставлен диалог из фильма Квентина Тарантино «Бешеные псы».

## Список композиций
1. Introduction — 02:03
2. Black Metal Ist Krieg — 05:01
3. Far Beyond The Stars — 04:48
4. Seven Tears are Flowing to the River — 14:47
5. I Burn for You — 02:56
6. The Day Burzum Killed Mayhem — 09:20
7. Píseň Pro Satana — 02:40
8. Amarok — Zorn Des Lammes III — 09:30
9. Erik, May You Rape The Angels — 06:58
10. The Gates of Eternity — 05:04
11. Possessed by Black Fucking Metal — 06:34